# Jim Muir
Jim "Red Dog" Muir (Venice, Califórnia, 03 de Junho de 1958) É um skatista profissional e um empreendedor de skateboarding. Irmão de Mike Muir (Vocalista da banda Suicidal Tendencies). Começou a andar em 1963 e era um membro da equipe do skate Z-Boys baseada em Santa Monica, Califórnia. Muir era o primeiro membro dos Z-Boys para usar as rodas de uretano, e vendedor convencido Jeff Ho da Zephyr Surf Shop para requisitá-las para a equipe. Com Bob Biniak, ajudou a inventar os primeiros skates laminados.